# John Morrison
John Randall Hennigan (Los Angeles, 3 de outubro de 1979) é um ator e lutador de wrestling profissional estadunidense. Atualmente, trabalha para a All Elite Wrestling, sob o nome de ringue Johnny TV. Ele também se apresenta para sua promoção irmã, a Ring of Honor (ROH). Ele é mais conhecido por seus períodos na WWE, Impact Wrestling e Lucha Underground. Além disso, ele se apresenta no circuito independente sob diversos nomes no ringue.
Antes de ser promovido ao plantel principal da WWE, Hennigan entrou no Tough Enough III, um reality show, onde o vencedor ganharia um contrato com a WWE. Ele foi um dos vencedores da competição e adentrou ao território de desenvolvimento, Ohio Valley Wrestling (OVW), para continuar a sua formação no wrestling. Enquanto estava na OVW, ele foi colocado em uma tag team, ao lado de Joey Mercury, em que venceram o OVW Southern Tag Team Championship em uma ocasião. Foi também durante este tempo que ele e Mercury, juntamente com sua manager, Melina, foram conhecidos como a stable MNM.
Depois de assinar com a WWE, o grupo foi para o plantel do SmackDown e em sua estreia em abril de 2005, Hennigan e Joey Mercury passaram a disputar o WWE Tag Team Championship. Hennigan foi despedido do SmackDown e estreou no Raw. Durante seu tempo na brand, Hennigan competiu sozinho e ganhou o WWE Intercontinental Championship por duas vezes. Em junho de 2007, Hennigan foi draftado do Raw para a ECW. Durante esse tempo, ele ganhou o vago ECW World Championship por uma vez, sendo seu primeiro world championship. Hennigan formou uma parceria com The Miz no final de 2007, onde conquistaram o WWE Tag Team Championship e o World Tag Team Championship em ocasiões distintas. Eles se separaram em abril de 2009, com The Miz atacando-o no draft. No draft suplementar em 15 de abril, Morrison voltou ao SmackDown, onde ganhou o Intercontinental Championship pela terceira vez em setembro de 2009. Em abril de 2010, Morrison foi transferido para o Raw. Teve seu contrato encerrado em 2011.

## Carreira
Antes de entrar no wrestling profissional, Hennigan estudou geologia e cinema na Universidade da Califórnia, em Davis. Após perceber que não queria continuar nenhuma das áreas, começou a carreira de wrestling treinando na escola Supreme Pro Wrestling. Depois de falhar a audição em 2002 da segunda temporada do reality show WWE Though Enough, John foi aceite na terceira temporada e acabou por vencer, juntamente com Matt Cappotelli.
Com a vitória, foi-lhe dada a oportunidade de assinar contracto com a federação de desenvolvimento da WWE, a OVW, onde continuou o seu treino. Fez a sua primeira aparência num show da WWE televisionado durante um episódio da Heat, em Janeiro de 2004, perdendo para Garrison Cade e Mark Jindrack, num combate tag team juntamente com Matt Cappotelli.

### World Wrestling Entertainment / WWE (2004-2011)

#### Aprendiz e assistente de Eric Bischoff (2004)
No dia 1 de Março de 2004, Hennigan apareceu pela primeira vez na Raw. Usava o ring name Johnny Blaze e fazia de aprendiz e assistente do General Manager Eric Bischoff. Na Semana seguinte mudou o seu nome para Johnny Spade e três semanas depois mudou para Johnny Nitro. O nome Nitro, que desta vez “pegou”, era uma referência à WCW Monday Nitro, o show que Bischoff tinha criado. Nitro continuou com a sua gimmick de aprendiz e assistente de Bischoff até que no dia 7 de Junho, perdeu para Eugene num combate em que quem perdesse, também perdia o emprego e Nitro acabou por voltar para a OVW.

#### OVW e SmackDown (2005-2006)
Ao regressar à OVW, John foi posto numa feud com o antigo parceiro Matt Cappotelli. Durante o percurso da feud, Melina foi para a OVW como ex-namorada de Nitro e aliada de Cappotelli, mas mais tarde acabou por se virar contra Cappotelli e juntou-se a Nitro. Pouco tempo depois, aliou-se Joey Mercury, formando a stable MNM. MNM lutou na OVW durante um ano, segurando os OVW Southern Tag Team Championship uma vez, antes de serem chamados para a SmackDown! em Abril de 2005.
Na Smackdown, foram postos em feuds com as equipas de Rey Mysterio e Eddie Guerrero, Mysterio e Batista, os The New Legion of Doom, e Paul London e Brian Kendrick. Os MNM mantiveram os WWE Tag Team Championship em três ocasiões, durante o seu ano de estreia na WWE. No Judgment Day de 2006 acabaram por perder os seus títulos para London e Kendrick com a storyline que levou com que Nitro e Melina se virassem contra Mercury depois do combate, que por sua vez levou ao despedimento destes dois a mandato de Theodore Long.

#### Raw (2006-2007)
Na semana seguinte, Nitro, acompanhado por Melina, fez o seu debut na Raw, perdendo para o WWE Champion John Cena. Imediatamente foi posto na corrida pelo Intercontinental Championship e começou o seu primeiro reinado em Junho, no Vengeance ao vencer um combate Triple Threat com o campeão Shelton Benjamin e Carlito. Nitro segurou o título durante 4 meses tendo feuds com vários lutadores, até que o perdeu para Jeff Hardy na Raw de 2 de Outubro.
No dia 6 de Novembro, Nitro recapturou o Título Intercontinental de Hardy, quando Eric Bischoff, GM por essa noite, mandou recomeçar um combate que Nitro tinha perdido por desqualificação. Contudo na semana seguinte Jeff Hardy voltou a ganhar o título.
Em novembro, a MNM reuniu-se num episódio da Raw para aceitar um desafio aberto dos Hardy Boyz (Jeff and Matt Hardy) para um combate no ECW December to Dismember. A MNM e os Hardys continuaram a rivalizar entre as brands, com a feud a intensificar-se depois de Mercury ter-se lesionado no Armageddon num Four-Way Ladder Match pelos WWE Tag Team Championship. A MNM continuou como equipe até que Mercury foi dispensado da WWE em Março de 2007. Sem Mercury, Nitro começou a fazer equipa com Kenny Dykstra até ao WWE Draft, em que Nitro foi mudado para a ECW e Dykstra para a Smackdown.

#### ECW (2007-2008)
Nitro fez o primeiro combate na ECW no dia 19 de Junho vencendo Nunzio e na semana seguinte, no Vengeance, ganhou o ECW World Championship vago num combate contra CM Punk ao ser chamado para substituir o desaparecido Chris Benoit. Semanas depois de ganhar o título, Nitro mudou a sua gimmick e o seu ring name para John Morrison, inspirado em Jim Morrison. Depois de vencer novamente CM Punk no Great American Bash, Morrison criou o “15 Minutes of Fame”, um combate onde caso um lutador o vencesse ou ultrapassasse os 15 minutos de combate sem ser derrotado, teria uma oportunidade pelo ECW Title de Morrison.
O primeiro lutador a consegui-lo foi CM Punk, o que levou a um combate entre os dois no Summerslam, no qual Morrison venceu usando as cordas. Na semana seguinte CM Punk ganhou novamente o lugar de No.1 Contender e acabou por ganhar o título de Morrison no dia 1 de Setembro. Morrison foi então suspenso por 30 dias por uso de esteróides, continuando a sua feud com Punk no seu regresso, desta vez com The Miz também na corrida pelo ECW World Championship.
Apesar de serem inimigos, Miz e Morrison juntaram-se na Smackdown de 16 de Novembro e ganharam os WWE Tag Team Championship a Matt Hardy e MVP. No Survivor Series, Miz e Morrison foram vencidos por CM Punk num Triple Threat Match pelo ECW Title. Depois da derrota, a rivalidade entre Miz e Morrison acabou e eram agora amigos confiáveis. A equipa teve várias defesas pelos títulos, até que os perderam para Curt Hawkins e Zack Ryder no Great American Bash num combate Fatal Four-Way envolvendo também a equipa de Jesse e Festus e de Finlay e Hornswoggle.
Mais tarde, Miz e Morrison começaram uma feud com os Cryme Tyme através dos seus WWE Exclusive, o que levava a combates entre as duas equipas na Raw. Na Raw de 8 de Dezembro, Miz e Morrison venceram os Slammy Awards de Best WWE.com Exclusive e de Tag Team of the Year e na mesma semana, no dia 13 durante um house show da Raw, ganharam os World Tag Team Titles de CM Punk e Kofi Kingston.

#### Campeão Intercontinental & saída da empresa (2009-2011)
Em 2009 Miz e Morrison se envolveram em uma feud com The Colons (Carlito e Primo), que no momento eram WWE Tag Team Champions no qual resultou nas duas equipes defendendo com sucesso seus respectivos títulos em combates separados. Sua rivalidade culminou em uma tag team lumberjack match na Wrestlemania XXV, onde ambos os títulos estavam em jogo, mas foram os Colons que unificaram os títulos com a vitória. Como parte do WWE Draft 2009 em 13 de abril, The Miz foi transferido para o Raw, separando a equipe, e, como resultado, Miz atacou Morrison.
Em 15 de Abril de 2009, Morrison foi transferido para o SmackDown, como parte do Draft Suplementar. Em 17 de abril, Morrison teve seu primeiro combate de volta ao SmackDown, derrotando R-Truth. No episódio de 1 de Maio do Smackdown, Morrison derrotou Shelton Benjamin, e em seguida se envolveu em uma briga nos bastidores com Chris Jericho, e após ele acertar-lhe um tapa, Morrison se transforma em face. No Judgment Day, Morrison derrotou Benjamin novamente em uma revanche. No Smackdown do dia 31 de julho, Morrison teve seu primeiro combate pelo World Heavyweight Championship contra o campeão Jeff Hardy, porém não conseguiu ganhar o título. No SmackDown de 4 de setembro, Morrison derrotou Rey Mysterio para se tornar Intercontinental Champion pela terceira vez. No PPV TLC, Morrison perdeu o título para Drew McIntyre.
Em 2010, Morrison formou uma parceria com R-Truth. Ele venceu uma partida qualificatória para o Elimination Chamber e participou, mas foi eliminado pelo então campeão Undertaker e não conseguiu o World Heavyweight Championship.
Em 26 de abril, Morrison foi transferido para o Raw, como parte da edição de 2010 do draft, e perdeu sua primeira partida mais tarde naquela noite para Jack Swagger. Mais tarde naquela semana, ele perdeu para Cody Rhodes em seu último combate no SmackDown.
John Morrison lutou no Hell in a Cell contra Daniel Bryan e The Miz pelo United States Championship mas foi derrotado devido a invasão de Alex Riley que o atrapalhou e Bryan se aproveitou da brecha, a luta foi uma Submission Count Anywhere, sendo considerada uma luta de classe.
Morrison começou a se envolver em uma feud com Sheamus, culminando em uma luta no Survivor Series, onde venceu.
Foi finalista do King of the Ring, lutando contra Cody Rhodes, Alberto Del Rio e perdendo para Sheamus na Final do Torneio.
Em 2011 John começou o ano lutando contra The Miz pelo WWE Championship em uma Falls Count Anyware, porém perdeu e Miz reteve o título. Participou do Royal Rumble
Participou do Elimination Chamber (2011) sendo eliminado por CM Punk.
Na semana seguinte defrontou R-Truth num combate em que se Morrison vencesse, iria substituir R-Truth no main event do Extreme Rules. Acabou vencendo e sendo atacado por R-Truth após o combate.
Morrison participou do Extreme Rules lutando contra The Miz e John Cena pelo WWE Championship em uma Steel Cage Match, Morrison ganharia se não fosse um ataque de R-Truth durante o combate.Após o Extreme Rules, Morrison foi atacado várias vezes por R-Truth no que acarretou uma lesão no seu pescoço. Ficou 3 meses fora e em 25 de Setembro retornou e atacou R-Truth e era previsto que os dois entrassem em uma feud culminando em uma match no SummerSlam mas no final foi substituída por uma 6-Man Tag Match entre Rey Mysterio, John Morrison e Kofi Kingston contra R-Truth, The Miz e Alberto Del Rio, onde o time Morrison saiu campeão.
Após o Summerslam, Morrison entrou em uma title shot pelo USA Championship no Night of Champions contra Alex Riley, Jack Swagger e Dolph Ziggler onde Ziggler reteve o título. John Morrison ganhou uma luta pelo United States Championship no Survivor Series, contra o atual campeão Dolph Ziggler, assim se recuperando de sua série de derrotas, mas acabou perdendo novamente. No Raw de 28 de novembro John Morrison fez sua última luta na WWE.

### Circuito Independente (2012-2017)
Depois de deixar a WWE, Hennigan começou a lutar no circuito independente sob o seu nome real, bem como o seu anterior nome do ringue John Morrison.

### Impact Wrestling (2017-2019)
Em 2017 foi contratado pelo Impact Wrestling. Em 17 de agosto de 2017, um vídeo foi exibido no Destination X, revelando o nome de Hennigan como Johnny Impact.

## No wrestling
- Finishers

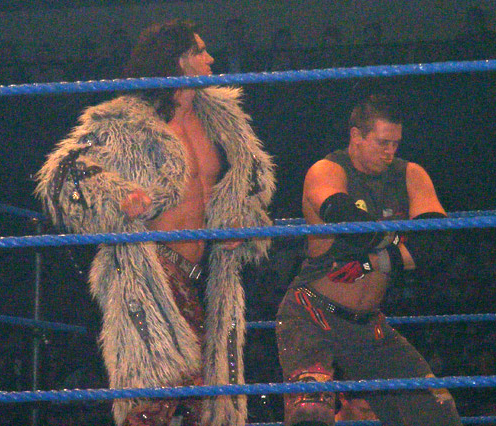
Morrison e o seu ex-parceiro The Miz

  - C4 (Standing Moonsault Side Slam) - 2010-presente
  - Moonlight Drive (Corkscrew Neckbreaker) - 2007-2009[7]
  - Starship Pain (Split–legged Corkscrew Moonsault) - 2007-Presente
  - Nitro Blast[8] (Superkick) - 2004-2006, 2008
  - Hangman's Neckbreaker - 2007
  - Standing Shooting Star Press - 2005-2006, usado como signature move 2007-Presente
- Signature Moves
  - Múltiplas variações de Moonsault
    - Corkscrew
    - Springboard
    - Diving
    - Moonsault com item (Lata de lixo, Escada, etc.)

  - Belly to back wheelbarrow facebuster
  - Breakdance Leg Drop
  - European Uppercut
  - Flash Kick (Springboard Roundhouse kick)
  - Russian Legsweep
  - Spinning Heel Kick
  - Step-up jumping high
  - Russian legsweep
  - Springboard moonsault
  - Springboard ou um Slingshot Elbow Drop
  - Springboard ou um Step-up Enzuigiri
  - STO backbreaker seguido de um Russian Legsweep ou Neckbreaker Slam
  - Runing Calf Kick
  - Missile Dropkick
  - Reverse Roundhouse Kick

- Apelidos
  - "A-listers" (MNM)
  - "The Shaman of Sexy"
  - "The New Face of Extreme" (ECW)
  - "The Guru of Greatness"
  - "The Monday / Tuesday / Friday Night Delight"
  - "The Prince of Parkour"
- Managers
  - R-Truth
  - Melina
  - The Miz
  - Trish Stratus
  - The Bella Twins
  - Nikki Bella

## Títulos e prêmios
- Impact Wrestling

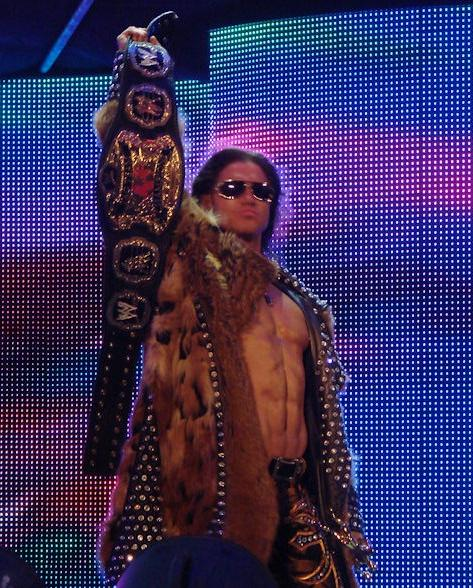
John Morrison como WWE World Tag Team Championship

  - Impact World Championship (1 vez)
- Lucha Libre AAA Worldwide
  - AAA Mega Championship (1 vez)
  - AAA Latin American Championship (1 vez)
  - AAA World Cruiserweight Championship (1 vez)
  - Lucha Libre World Cup (2016) - com Brian Cage e Chavo Guerrero Jr.
- Ohio Valley Wrestling
  - OVW Southern Tag Team Championship (1 vez) - com Joey Mercury[9]
- Family Wrestling Generation
  - FWE Heavyweight Champion (1 vez - Atual)
- Next Generation Wrestling
  - Next Generation World Champion (1 vez - Atual)
- Continental Wrestling Federation
  - CWF United States Champion (1 vez - Atual)
- World Wrestling Fan Xperience
  - WWFX World Championship (1 vez - Atual)
- WWE
  - ECW Championship (1 vez)[10]
  - WWE Intercontinental Championship (4 vezes,)[11]
  - WWE World Tag Team Championship (3 vezes) -  com The Miz
  - WWE Tag Team Championship (7 vezes) - com Joey Mercury (3) e The Miz (4)[12]
  - Slammy Award pela Tag Team do Ano (2008) - com The Miz
  - Slammy Award pelo melhor WWE.com Exclusive (2008) - com The Miz (The Dirt Sheet)
  - Tough Enough vencedor com Matt Cappotelli[13]
- Pro Wrestling Illustrated
  - PWI Tag Team do Ano (2005) - com Joey Mercury (MNM)[14]
  - PWI o colocou como #27 dos 500 melhores lutadores durante a PWI 500 de 2011.
  - PWI Melhor Lutador do Ano (2009)
- Wrestling Observer Newsletter
  - Tag Team do Ano (2008) - com The Miz